# Уайт, Мигель
Мигель Уайт (англ. Miguel S. White; 9 октября 1909, Легаспи, Бикольский регион — 30 августа 1942) — филиппинский легкоатлет филиппино-американского происхождения. Бронзовый призёр летних Олимпийских игр 1936 года в беге на 400 метров с барьерами.